# Karen Carpenter (album)
A Karen Carpenter a The Carpenters tagjának, Karen Carpenternek első és egyetlen "posztumusz" szólóalbuma. Az album felvételei 1979-ben és 1980-ban készültek, a lemez viszont csak tizenhárom évvel az énekesnő halála után, 1996-ban jelent meg.
Az album megjelenését nem támogatta az A&M kiadó vezetősége, ezért is maradt hosszú időre dobozban. Az album gyártása 400 000 dollárba került Carpenter saját pénzéből és 100 000 dollárba az A&M Records által. Az A&M által fizetett 100 000 dollárt később beszámították a Carpenters következő albumának jogdíjaiba.
Az albumon hallható számok közül a Lovelines, az If I Had You, az If We Try és a Remember When Lovin' Took All Night később szerepelt a Carpenters 1989-es, addig kiadatlan felvételeket tartalmazó Lovelines című albumán.

## Dalok
1. Lovelines (Rod Temperton) – 5:06
2. All Because of You (Russell Javors) – 3:31
3. If I Had You (Steve Dorff, Gary Harju, Larry Herbstritt) – 3:54
4. Making Love in the Afternoon (Peter Cetera) – 3:57
5. If We Try (Rod Temperton) – 3:46
6. Remember When Lovin' Took All Night (John Farrar, Molly-Ann Leiken) – 3:50
7. Still in Love with You (Russell Javors) – 3:15
8. My Body Keeps Changing My Mind (Leslie Pearl) – 3:46
9. Make Believe It's Your First Time (Bob Morrison, Johnny Wilson) – 3:12
10. Guess I Just Lost My Head (Rob Mounsey) – 3:36
11. Still Crazy After All These Years (Paul Simon) – 4:17
12. Last One Singin' the Blues (bonus track) (Pete McCann) – 3:29

## Közreműködött
- Karen Carpenter – ének
- Greg Phillinganes – billentyűs hangszerek
- Richard Tee – billentyűs hangszerek
- Bob James – billentyűs hangszerek
- Rob Mounsey – billentyűs hangszerek
- David Brown – gitár
- Russell Javors – gitár
- David Williams – gitár
- Eric Johns-Rasmussen – gitár
- Louis Johnson – basszusgitár
- Doug Stegmeyer – basszusgitár
- John Robinson – dob
- Steve Gadd – dob
- Liberty DeVitto – dob
- Ralph MacDonald – ütőhangszerek
- Airto Moreira – ütőhangszerek
- Michael Brecker – szaxofon
- Timmy Cappello – szaxofon
- Peter Cetera – háttérvokál (4)

## Külső hivatkozások
- www.richardandkarencarpenter.com
- A Los Angeles Times cikke az albumról